# Grete Šadeiko
Grete Šadeiko (ur. 29 maja 1993 w Türi) – estońska lekkoatletka specjalizująca się w wielobojach. Młodsza siostra Grit Šadeiko, także wieloboistki. 
Podczas mistrzostw świata juniorów w 2010 roku zajęła 4. miejsce w siedmioboju przegrywając brązowy medal tylko o jeden punkt z reprezentantką Islandii Helgą Margrét Thorsteinsdóttir. 
Złota medalistka mistrzostw Estonii.

## Osiągnięcia
| Rok  | Impreza                              | Miejsce   | Konkurencja        | Lokata      | Wynik     |
| ---- | ------------------------------------ | --------- | ------------------ | ----------- | --------- |
| 2010 | I liga drużynowych mistrzostw Europy | Budapeszt | sztafeta 4 x 100 m | 11. miejsce | 46,31     |
| 2010 | Mistrzostwa świata juniorów          | Moncton   | siedmiobój         | 4. miejsce  | 5705 pkt. |
| 2015 | Młodzieżowe mistrzostwa Europy       | Tallinn   | siedmiobój         | 5. miejsce  | 5813 pkt. |